# 萨尔加杜-迪圣费利什
萨尔加杜-迪圣费利什是巴西帕拉伊巴州的一个市镇。总面积196.092平方公里，总人口11685人，人口密度59.6人/平方公里。